# Journée du cheval
La journée du cheval est une initiative visant à célébrer le cheval et l'équitation en France. Elle existe depuis 1989. La 26e édition a été fêtée en 2015[Quoi ?], avec 1682 animations dans toute la France.

## Création
La Journée du cheval est lancée en 1989 par le ministre de l'agriculture de l'époque, Henri Nallet. Cette idée est une suggestion de Jean-Louis Gouraud, qui a remarqué que le calendrier républicain honorait le cheval chaque année le 5 vendémiaire, ce qui correspond au 26 septembre. Il propose donc le lancement de la journée du cheval en hommage à la Révolution française pour la célébration de son bicentenaire, en 1989.

## Principe
Il est proposé aux différents acteurs du monde équestre français d'organiser une journée portes ouvertes dans les centres équestres, les haras nationaux et les hippodromes, à la fin du mois de septembre. La première année, la journée du cheval est notamment l'occasion d'un grand rassemblement de cavaliers au Jardin des Tuileries. Elle a pour objectif, entre autres, d'attirer et de fidéliser une nouvelle clientèle pour les centres équestres. Environ 1500 centres équestres y participent chaque année. En 2014, environ un tiers des centres équestres français ont organisé une manifestation. Ceux qui ne le font pas sont souvent freinés par le coût de l'organisation et la date, préférant une manifestation à la fin du mois de juin, époque où est souvent organisée une « fête du club ».
En 2015, la 26e édition de la journée du cheval a été célébrée le dimanche 20 septembre. 1753 manifestations étaient annoncées dans toute la France, 1682 ont été confirmées. Entre autres animations, des initiations à l'équitation, des démonstrations de chevaux et de cavaliers et des visites d'installations équestres sont proposés.